# Маркелл (Попель)
Епископ Маркелл (в миру Маркелл Онуфриевич Попель; 1825, Галич, Австрийская империя — 1903, Санкт-Петербург, Российская империя) — епископ Русской православной церкви, епископ Полоцкий и Витебский.

## Семья и образование
Родился в дворянской семье, принадлежавшей к грекокатолическому вероисповедованию. Датой рождения источники указывают 29 декабря, 31 декабря 1825 года или 1821 года. 
Окончил четырёхклассную немецкую школу в Галиче, получил среднее образование в классических гимназиях в Станиславове и Бучаче. После окончания гимназического курса поступил в университет. Окончил философский факультет в Черновицах, получил богословское образование во Львове и Вене.

## Греко-католический священник
С 1849 года — учитель педагогических курсов во Львове.
С 20 декабря 1850 года — священник приходской грекокатолической церкви Львовской архиепископии в Бучаче.
С 1851 года — законоучитель гимназии в Тернополе.
С 1859 года — учитель русского языка в академической гимназии во Львове.
С 1862 года — законоучитель немецкой гимназии в том же городе.
В 1864 году умерла его жена — Климента Фёдоровна, урождённая Еловецкая. В семье было двое сыновей.
В молодости занимался литературой, автор трагедии «Немира», опубликованной в первой русской газете в Австрии «Зоря галицкая», и исследования о певце Бояне (персонаже «Слова о полку Игореве»), напечатанного в венской газете «Вестник». Также написал ряд богословских работ, получивших широкую известность — в них содержалась защита восточного богослужебного обряда. Среди его трудов: «Нравственное богословие» (1857), «Литургика» (1862 и 1863), «Сто образков» (сто примеров из природы для чтения юношества) (1865). В 1865—1866 издавал во Львове народную религиозно-нравственную газету «Неделя».

### Деятельность в России
В конце 1866 по приглашению Правительственной комиссии народного просвещения в Польше переселился в Россию, где его хорошо знали как священника, симпатизировавшего православию. В том же году был уволен холмский униатский епископ Калинский, и духовная консистория взяла курс на изъятие из богослужения латинских элементов и переход в проповедях с польского на русский язык. Активным проводником этой политики, означавшей постепенную подготовку к отказу от унии, и стал о. Маркелл Попель.
С января 1867 года — законоучитель Холмской гимназии и преподаватель литургики и нравственного богословия в Холмской грекокатолической духовной семинарии. Осенью того же года посетил приходы на Подляшье, отказавшиеся выполнять распоряжения консистории, и убеждал их в том, что речь идёт не о нововведениях, а о восстановлении старых обрядов и обычаев.
С 1868 года — старший протоиерей при Холмском кафедральном соборе и референт Холмской униатской духовной консистории. Принял российское подданство. После назначения новым холмским епископом нерешительного Михаила Куземского оказывал значительное влияние на управление епархией, стал епархиальным экзаменатором по церковной истории и церковному праву для священников, подвергавшихся испытанию по богословским предметам для получения места настоятеля прихода, а также председателем комитета по возобновлению Холмских епархиальных учреждений.

#### Администратор грекокатолической Холмской епархии
С 16 марта 1871 года, после увольнения Куземского, о. Маркелл был назначен администратором Холмской епархии. 2 октября 1873 издал распоряжение о повсеместном восстановлении православного обряда, который был принят 240 приходами на Подляшье из 266. Остальные приходы отказались подчиниться администратору и были поддержаны Папой Пием IX, издавшим 23 мая 1874 года буллу, в которой назвал протоиерея Попеля «ложным церковным правителем, не достойным церковного сана» и обвинил его во введении в епархии схизматической (православной) литургии и в том, чтобы он побуждал грекокатоликов не подчиняться папской власти. Однако о. Маркелл продолжил свой курс на включение униатов в состав православной церкви.
18 февраля 1875 года по инициативе протоиерея Маркелла Попеля духовенство консистории и Холмского кафедрального собора постановило составить акт о воссоединении Холмской греко-униатской епархии с православной церковью. После того, как акт был передан в Святейший Синод, тот 23 апреля 1875 постановил присоединить Холмскую греко-униатскую епархию к Варшавской и, образовав из них одну православную епархию, назвать её Холмско-Варшавской (в память о православной Холмской епархии, основанной в начале XIII века). При этом управление бывшими грекокатолическими приходами было поручено викарному епископу Люблинскому, которым, после принятия православия, назначал о. Маркелл.
23 мая 1875 годжа, в день памяти святых Кирилла и Мефодия, ровно через год после издания папской буллы, униатские приходы Холмской епархии были присоединены к православию.

## Православный архиерей
С 8 июля 1875 года — епископ Люблинский, викарий Холмско-Варшавской епархии. Его главной задачей в это время было утверждение своей паствы в православии.
С 9 декабря 1878 года — епископ Подольский и Брацлавский. Поощрял проповедническую деятельность подведомственных ему священников (сам много проповедовал и опубликовал около 60 своих слов, речей и бесед в «Подольских епархиальных ведомостях»), открытие церковно-приходских школ и создание из их учеников певческих хоров. Считал церковное пение хорошим способом воспитания у паствы религиозно-нравственного чувства.
С 6 марта 1882 года — епископ Полоцкий и Витебский. За время управления этой епархией открыл 172 церковно-приходские школы, активно создавал хоры певчих, стимулировал введение общего хорового церковного пения. В каждой церкви епископом было предписано вести богослужебный журнал, в который записывать темы для проповедей, затем проверявшиеся епархиальным архиереем. В 1887 году основал в Витебске братство во имя святого равноапостольного князя Владимира для религиозно-нравственного воспитания народа в духе православной церкви. В первый же год в состав братства вступили до пятисот человек.
25 февраля 1889 года был назначен присутствующим в Святейшем Синоде, с увольнением от управления Полоцкой епархией. Этот пост занимал в течение почти 12 лет.
Скончался 29 сентября (12 октября) 1903 года в Санкт-Петербурге. Был погребён в Исидоровской церкви Александро-Невской лавры; в 1932 году его останки были перенесены на Никольское кладбище.